# کارت سال نو

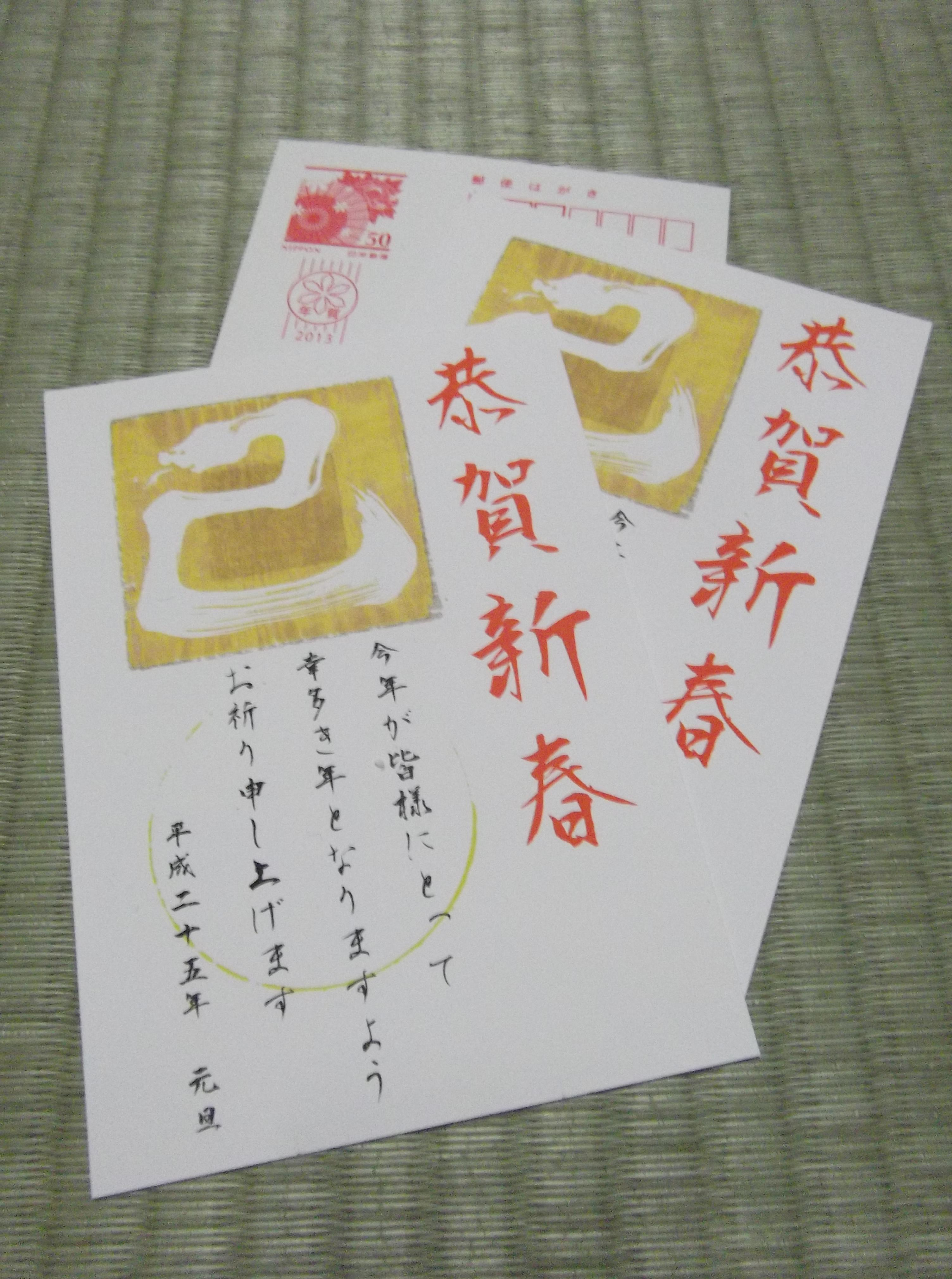
یک نمونه از کارت سال نو یا «ننگاجو» در ژاپن

کارت سال نو (انگلیسی: New Year card) کارت پستال یا کارت ارسالی است که توسط آن تبریک سال جدید انجام می‌شود. رسم ارسال کارت تبریک از قرن پانزدهم میلادی و مربوط به کشور آلمان است. در آن زمان در آلمان به مناسبت تولد مسیح نوشته‌های تبریک را به صورت دستی یا چاپی برای هم می‌فرستادند.

## در ژاپن
ارسال نوشته‌های تبریک سال نو در ژاپن از سال ۱۹۰۰ ولی فروش کارت مخصوص سال نو از سال ۱۹۴۹ در ژاپن آغاز شد. در ژاپن به کارت‌های سال نو «ننگاجو» گفته می‌شود.